# Avantasia
Tobias Sammet's Avantasia est un groupe allemand de power metal formé par Tobias Sammet, leader et auteur-compositeur du groupe de power metal allemand Edguy. 
Sammet se consacre à l'écriture, la composition, et à la production d'opéras métal puis sélectionne les interprètes, qui proviennent d'autres groupes. Ce projet mêle plusieurs genres de musique métal, dont principalement le power metal et le metal symphonique, et a donné naissance à 10 albums.

## Biographie

### The Metal Opera IetII(1999–2002)
Au printemps 1999, pendant la tournée Theater of Salvation d'Edguy, Tobias Sammet a l'idée de réaliser un album-concept de metal opera qui fait participer plusieurs musiciens. Après la fin de la tournée, il commence à collaborer avec Michael Kiske, Andre Matos, Kai Hansen, Rob Rock, David Defeis, Sharon den Adel, Bob Catley et Oliver Hartmann pour enregistrer l'album. À ce stade, le projet comprend quatre membres dont Sammet aux claviers, Henjo Richter à la guitare, Markus Grosskopf à la basse et Alex Holzwarth à la batterie. En 2001, un single homonyme et un premier album studio, The Metal Opera, sont publiés. Le projet se met en pause après la sortie de The Metal Opera Part II en septembre 2002.

### The Scarecrow(2006–2008)
À la fin de 2006, Sammet confirme les rumeurs d'un troisième album d'Avantasia prévu pour 2008. Deux EPs, Lost in Space Part I et part. II sont publiés le 19 novembre 2007, et l'album qui suit, The Scarecrow, est publié le 25 janvier 2008. The Scarecrow marque le premier chapitre du concept The Wicked Trilogy et devient le premier à faire participer Sascha Paeth comme guitariste et producteur. L'album fait aussi participer le batteur Eric Singer, les guitaristes Henjo Richter et Rudolf Schenker, et les chanteurs Jørn Lande, Michael Kiske, Bob Catley, Alice Cooper, Roy Khan, Amanda Somerville et Oliver Hartmann.
Après la sortie de The Scarecrow, Tobias Sammet est invité à jouer au Wacken Open Air, une offre que le guitariste et producteur Sascha Paeth le convainc d'accepter. Ils jouent alors 13 concerts entre le 5 juillet et le 13 août. Leurs apparitions aux festivals Masters of Rock et Wacken Open Air sont filmées et publiées en DVD sous le titre The Flying Opera en mars 2011. La formation comprenait sur scène Tobias Sammet, Andre Matos, Jørn Lande, Kai Hansen, Bob Catley, Amanda Somerville, Cloudy Yang, Sascha Paeth, Oliver Hartmann, Robert Hunecke, Miro et Felix Bohnke (Edguy).

### The Wicked SymphonyetAngel of Babylon(2009–2011)

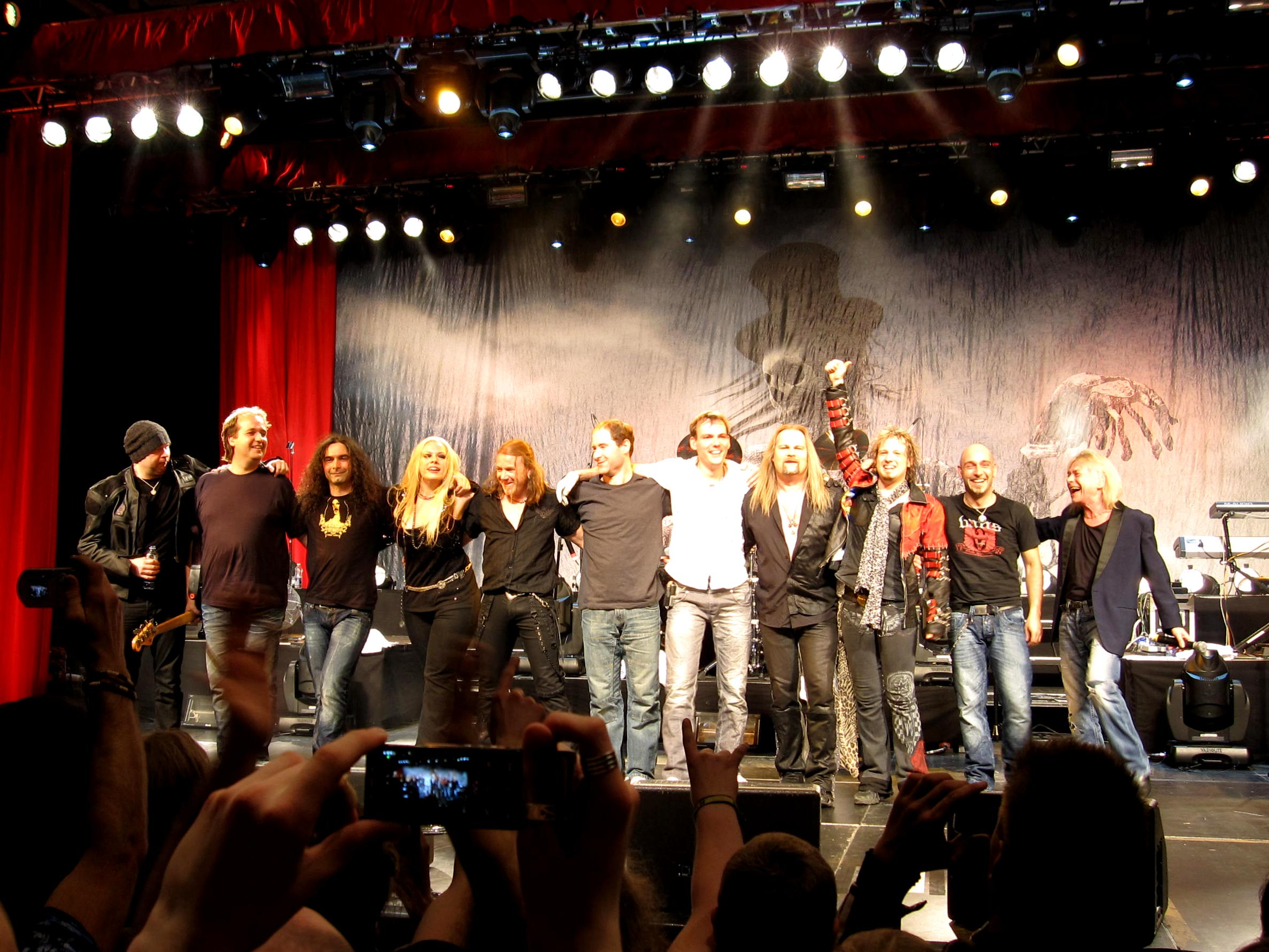
Avantasia sur scène à Stockholm, en Suède, en 2010.

En novembre 2009, Sammet annonce l'enregistrement de deux nouveaux albums, The Wicked Symphony et Angel of Babylon, pour le 3 avril 2010. Les deux albums-concept sont une suite à l'histoire de The Scarecrow et ces trois albums regroupés forment The Wicked Trilogy. Y participent Eric Singer, Alex Holzwarth et Felix Bohnke, les guitaristes Bruce Kulick et Oliver Hartmann, le claviériste Jens Johansson et les chanteurs Jørn Lande, Russell Allen, Michael Kiske, Bob Catley, Klaus Meine, Tim "Ripper" Owens, Jon Oliva, Andre Matos, Cloudy Yang et Ralf Zdiarstek. The Scarecrow, The Wicked Symphony et Angel of Babylon atteignent les classements musicaux.
Une tournée en 12 dates en Europe, en Amérique et en Asie prend place en décembre 2010, à l'exception d'un concert au Wacken Open Air en août 2011. Les concerts durent pendant près de trois heures, et sont vendus à guichet fermé. La tournée est documentée par Amanda Somerville sur sa page YouTube.

### The Mystery of Time(2012–2014)

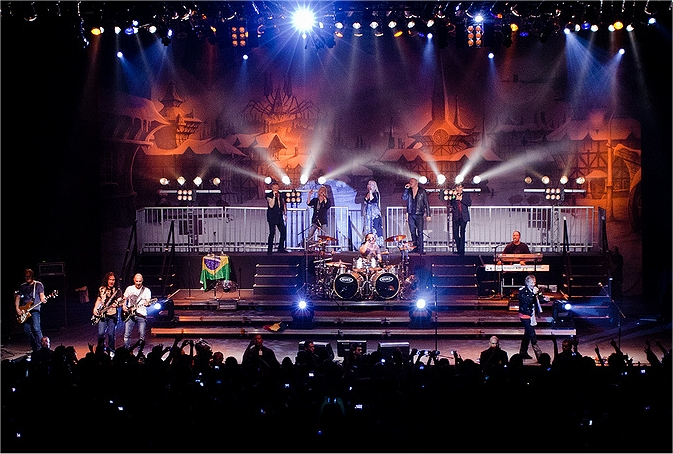
Avantasia sur scène à São Paulo, au Brésil, en 2013.

En août 2012, Sammet annonce un quatrième chapitre à Avantasia. En décembre 2012, Avantasia révèle ce quatrième chapitre et nouvel album sous le titre de The Mystery of Time pour le 30 mars 2013. The Mystery of Time marque le début d'un nouveau concept et devient le premier album d'Avantasia à faire participer le Deutsches Filmorchester Babelsberg. L'album fait aussi participer le batteur Russell Gilbrook, les guitaristes Bruce Kulick, Oliver Hartmann et Arjen Anthony Lucassen, et les chanteurs Joe Lynn Turner, Biff Byford, Michael Kiske, Ronnie Atkins, Eric Martin, Bob Catley, et Cloudy Yang,. The Mystery Of Time est bien positionné dans les classements internationaux et réussit à atteindre le Billboard pour la toute première fois.
La deuxième plus grande tournée d'Avantasia prend place entre avril et août 2013. Elle comprend 30 concerts et sept apparitions en festival européens en tête d'affiche, une performance au Canada et trois heures de show en Asie, au Japon, en Russie, en Allemagne, en Suisse, en Italie, et aux Pays-Bas,. La formation du groupe en tournée comprend les chanteurs Tobias Sammet, Michael Kiske, Ronnie Atkins, Eric Martin, Bob Catley, Thomas Rettke, Amanda Somerville et les musiciens Sascha Paeth, Oliver Hartmann, Miro, Andre Neygenfind et Felix Bohnke.

### Ghostlights(2014–2016)

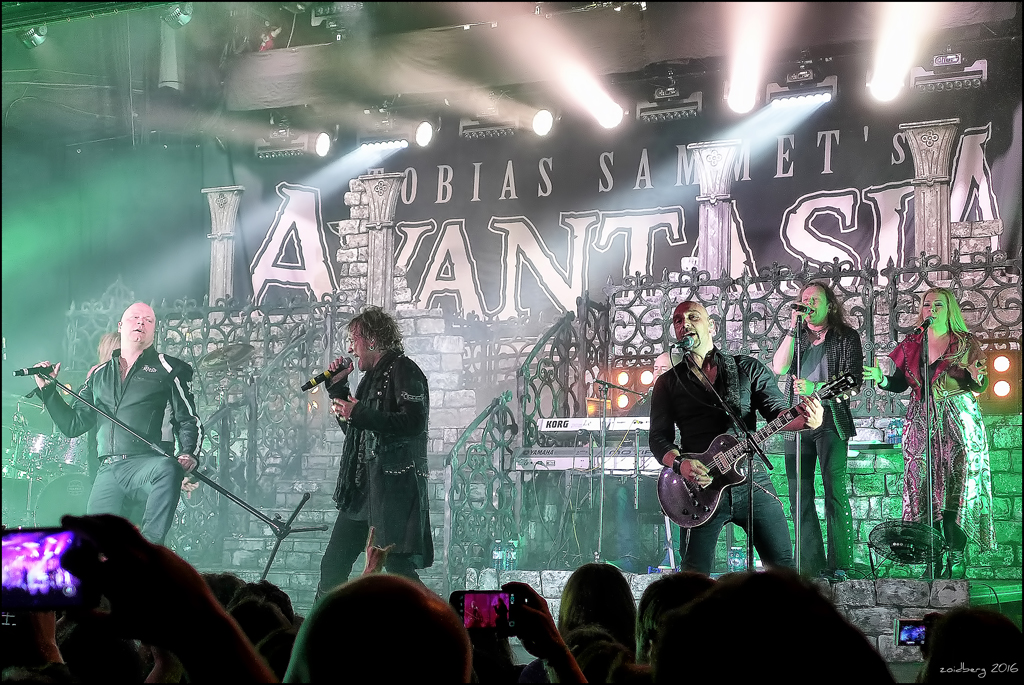
Avantasia sur scène à Madrid, en Espagne, en 2016.

En mai 2014, concernant le dernier album d'Edguy, Space Police: Defenders of the Crown, Tobias explique que The Mystery of Time aurait peut-être une suite. Le nouvel album, intitulé Ghostlights, est publié le 29 janvier 2016 et fait participer les guitaristes Bruce Kulick et Oliver Hartmann, et les chanteurs Jørn Lande, Michael Kiske, Dee Snider, Geoff Tate, Marco Hietala, Ronnie Atkins, Sharon den Adel, Bob Catley, Robert Mason, et Herbie Langhans. Ghostlights est le mieux classé de tous les albums d'Avantasia et atteint le Billboard une seconde fois.
La tournée prend place entre mars et août 2016. Avantasia annonce 40 concerts en Europe, en Amérique du Nord, en Amérique du Sud, au Canada, au Japon, en Russie et en Scandinavie.

### MoonglowetA Paranormal Evening With The Moonflower Society(2019 - 2024)
En octobre 2018, Tobas Sammet annonce la sortie d'un nouvel album appelé Moonglow pour février 2019.
Le neuvième album, A Paranormal Evening With The Moonflower Society, sort en octobre 2022. Il a été conçu dans le studio de Tobias Sammet construit début 2020, juste avant la pandémie de Covid-19. L'isolement dû à la pandémie a permis à Sammet de prendre plus son temps pour cet album et avoir une approche plus détendue, lui qui confie avoir souffert de stress important à causes du rythme de sortie et des attentes auxquelles il a pu avoir à répondre par le passé.
Sammet explique que les paroles de A Paranormal Evening... « traitent du défi d’être soi-même dans un monde qui veut qu’on soit quelqu’un d’autre », ainsi que d'évasion. Dans cet opus sont présents deux chanteurs qui n'avaient encore jamais chanté pour Avantasia : Floor Jansen (Nightwish) et Ralf Scheepers (Primal Fear).

### Here Be Dragons(depuis 2025)
Le 27 novembre 2024, Tobias Sammet annonce la sortie du dixième album d'Avantasia, intitulé Here Be Dragons, dont la sortie est prévue le 28 février 2025. Des invités habitués du groupe contribuent à certains titres comme Michael Kiske, Geoff Tate ou Eric Martin mais de nouveaux chanteurs contribuent eux pour la première fois à Avantasia sur cet album : Adrienne Cowan (Seven Spires), Kenny Leckremo (H.E.A.T), Tommy Karevik (Kamelot) et Roy Khan (Conception, ex-Kamelot).
Le groupe effectue un concert à l'Olympia le 16 mars 2025, six ans après leur dernier passage.

## Membres

### Membres actuels
- Tobias Sammet - chant, basse (depuis 2001)
- Sascha Paeth - guitare, production (depuis 2007)
- Michael « Miro » Rodenberg - claviers, orchestration (depuis 2007)
- Felix Bohnke - batterie (2010, depuis 2015)

### Anciens membres
- Markus Grosskopf - basse (2001–2002)
- Henjo Richter - guitare (2001–2002, 2007–2010)
- Alex Holzwarth - batterie (2001–2002, 2010)
- Eric Singer - batterie (2002, 2007–2010), chant (2007)
- Russell Gilbrook - batterie (2013)